# Abdel Khalek Sarwat Pasha
Abdel Khalek Sarwat Pasha, född 1873 i Kairo, död 1928 i Paris, var Egyptens regeringschef under perioderna 1 mars 1922–30 november 1922 och 26 april 1927–16 mars 1928.